# 蔵下穂波
蔵下 穂波（くらした ほなみ、1993年9月6日 - ）は、日本の女優。
沖縄県出身。アルファエージェンシー所属。

## 来歴・人物
2002年、小学3年生のときに、県産映画『ホテル・ハイビスカス』のオーディションで、3,100人の応募者の中から主演に選ばれ、デビューした。2009年には再びオーディションで3,000人以上の応募者の中から選ばれて映画『真夏の夜の夢 さんかく山のマジルー』でマジルー役を演じた。
2012年、高校卒業と共に上京し、本格的に女優活動を開始した。2013年にはNHK連続テレビ小説『あまちゃん』に出演し、アイドルグループ「GMT47」のメンバー・喜屋武エレン役を演じた。
特技は琉球舞踊。

## 出演

### 映画
- ホテル・ハイビスカス （2002年、中江裕司監督） - 主演・仲宗根美恵子 役
- 真夏の夜の夢 さんかく山のマジルー （2009年、中江裕司監督） - 主演・マジルー 役 ※柴本幸とダブル主演
- 紫陽花とバタークリーム （2012年、井川啓央監督） - アン 役[6]
- さよならとマシュマロを （2013年11月、井川啓央監督） - アン 役
- 映画 ビリギャル（2015年5月、土井裕泰監督） - 香川真紀 役
- サニー/32（2018年2月、白石和彌監督）
- たった一度の歌（2018年8月、宮武由衣監督）
- おちをつけなんせ（2019年10月、YouTube Originals、のん監督） - 希枝・河童 役 ※監督補佐も担当[7]
- 島守の塔（2022年7月、五十嵐匠監督） - 看護学徒隊の生徒 役

### テレビドラマ
- つるかめ助産院〜南の島から〜 第1話（2012年8月28日、NHK総合）
- 連続テレビ小説 あまちゃん（2013年、NHK総合） - 喜屋武エレン 役
- プレミアムドラマ（NHK BSプレミアム）
  - 歌謡曲の王様伝説 阿久悠を殺す（2013年12月22日）
  - 平成細雪（2018年） - 小泉春海 役
  - 70才、初めて産みますセブンティウイザン。（2020年） - 巻田サチ 役
  - ライオンのおやつ（2021年6月27日 - 8月15日） - カモメちゃん 役
- 青山ワンセグ開発 ねんりき! 北石器山高校超能力研究部（2014年2月6日 - 27日、NHK Eテレ） - 良子 役
- 美女と男子（2015年、NHK総合） - 田中幸子 役
- 2夜連続スペシャルドラマ レッドクロス〜女たちの赤紙〜（2015年8月1日・2日、TBS） - 村本紗智 役
- 民王スペシャル〜新たなる陰謀〜（2016年4月15日、テレビ朝日） - 武田里美 役
- 昔話法廷「舌切りすずめ裁判」（2016年8月4日、NHK Eテレ） - 裁判官 役 [8]
- 人形佐七捕物帳 第8話（2017年1月10日、BSジャパン） - お竹 役
- 創作テレビドラマ大賞「あなたにドロップキックを」（2017年3月17日、NHK総合）[9]
- 荒神（2018年2月17日、NHK BSプレミアム） - おせん 役
- 大河ドラマ（NHK総合）
  - 西郷どん 第18回 - 第21回（2018年5月13日 - 6月3日） - こむるめ 役
  - 光る君へ 第25回 - 最終回（2024年6月23日 - 12月15日） - きぬ 役
- 魔法×戦士 マジマジョピュアーズ! 第46話（2019年2月17日、テレビ東京） - 信子 役
- 甲子園とオバーと爆弾なべ（2019年8月7日、NHK BSプレミアム） - 主演・ゆかり 役
- ライオンのおやつ（2021年、NHK総合） - カモメちゃん 役
- ふたりのウルトラマン（2022年5月2日、NHK BSプレミアム） - 金城裕子 役
- プリズム（2022年、NHK総合） - 飯田サオリ 役
- おもかげ（2023年、NHK総合） - 娼婦 マヤ 役
- フェンス（2023年、WOWOW） - ネイリスト役

### その他のテレビ番組
- うちなーであそぼ（NHK沖縄）
- シェフ道筆のまーさん堂（2009年7月13日、沖縄テレビ放送）
- アジアじぇじぇじぇ紀行（2015年3月22日、NHK BSプレミアム）
- パン旅。（NHK BSプレミアム）
  - はんなりこんがり 京都はパン天国!（2016年3月29日）
  - 発見! 那須高原は絶品パンの宝庫（2016年9月15日）

### 舞台
- 出発（2014年、新橋演舞場 ほか）
- ジルゼの事情（2014年、サンシャイン劇場 ほか）
- 女体シェイクスピア005&006「暴走ジュリエット」「迷走クレオパトラ」（2014年、あうるすぽっと、柿喰う客公演）
- 広島に原爆を落とす日（2015年、サンシャイン劇場 ほか）
- LOVE LETTERS（2015年、PARCO劇場）
- ABC座2015（2015年、日生劇場）
- 寝盗られ宗介（2016年4月 - 5月、シアター1010・大阪松竹座・ももちパレス・刈谷市総合文化センター・新橋演舞場） - スズ子 役[10]
- レティスとラベッジ（2016年、EX THEATER ROPPONGI ほか）
- エル・スール 〜我が心のふるさと博多、そして西鉄ライオンズ〜（2018年、ABCホール、藤山扇治郎自主公演 第2回若藤会）
- コモン・グラウンド（2018年12月、東京芸術劇場、文化庁 国際演劇協会日本センター 紛争地域から生まれた演劇 シリーズ10）
- 近松心中物語 (2021年)
- ライカムで待っとく (2022年)

### ラジオドラマ
- 青春アドベンチャー（NHK-FM）
  - 「蒼のファンファーレ」第3・4・6・7・9話（2018年5月9日 - 17日）[11]
  - 「北海タイムス物語」第1・2・4・5話（2019年2月11日 - 15日）[12] - 日菜子 役
  - 「火星ダーク・バラード」（2024年2月12日 - 23日）[13]
- FMシアター（NHK-FM）
  - 「ごらん、花々の彩りを」（2019年5月25日）[14]
  - 『ヘルプマン -俺たちの介護物語-』（全5回）（2022年9月3日 - 10月8日）[15]
    - 「第2回 希望は、あるか？」（2022年9月17日）[16]
    - 「第3回 極楽へ、行こう」（2022年9月24日）[17]

  - 『ストリートピアノ ～伴奏のジャーニー』（2024年10月5日）[18] - ヒロミ、マイコ 役